# Cleòpatra Trifena
|  | «Trifena» redirigeix aquí. Vegeu-ne altres significats a «Trifena (desambiguació)». |

Cleòpatra Trifena (en grec antic: Κλεοπάτρα Τρύφαινα, llatí: Cleopatra Tryphaena), o simplement Trifena, fou una princesa egípcia filla de Ptolemeu VIII Evèrgetes i de la seva neboda i esposa Cleòpatra III.
Es va casar amb el rei selèucida Antíoc VIII Grip el 124 aC. Sa germanastra Cleòpatra IV, repudiada per Ptolemeu IX Làtir, es va casar circa el 113 aC amb el rei Antíoc IX de Cízic.
En la guerra civil entre els dos Antíoc, Cleòpatra IV va caure en mans de Grif, i Trifena, que l'odiava, va ordenar la seva mort. Cleòpatra IV va ser assassinada de forma dramàtica al temple de Dafne a Antioquia. Més endavant Trifena va caure en mans d'Antíoc de Cízic que havia vençut a Grif en una batalla, i la va fer executar en revenja (potser l'any 111 aC).
Va ser la mare de Seleuc VI Epífanes Nicàtor (96 aC-95 aC), Antíoc XI Epífanes Filadelf (95 aC-92 aC), Demetri III l'Inoportú Filopàtor (95 aC-87 aC) i Antíoc XII Dionisi (88 aC-84 aC). També va tenir una filla, Laòdice, que es va casar amb Mitridates I de Commagena.
Alguns autors han pensat que Cleòpatra Trifena era la mateixa persona que Cleòpatra V.